# Svatební fotografie

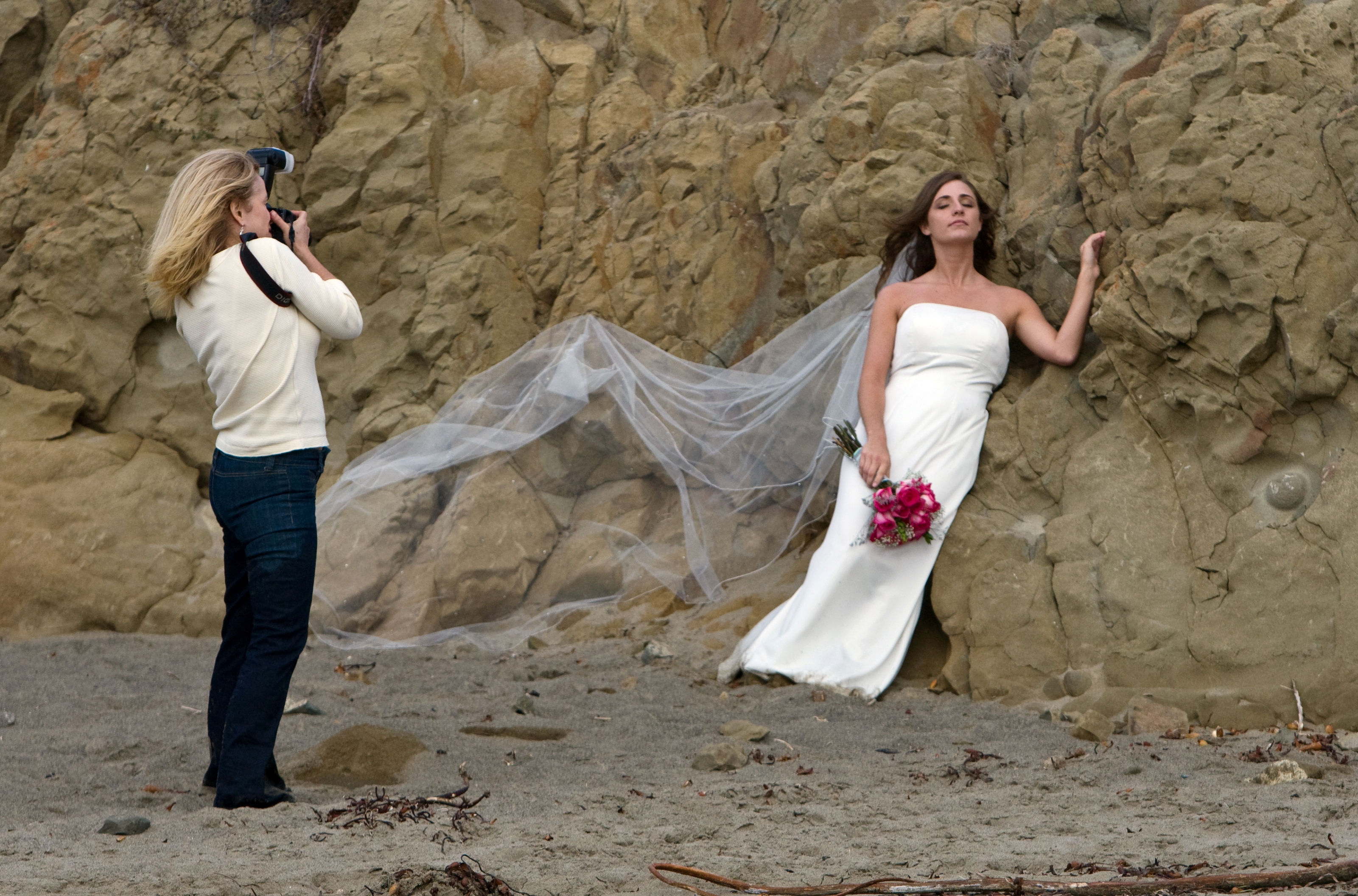
Svatební fotograf při aranžování v exteriéru

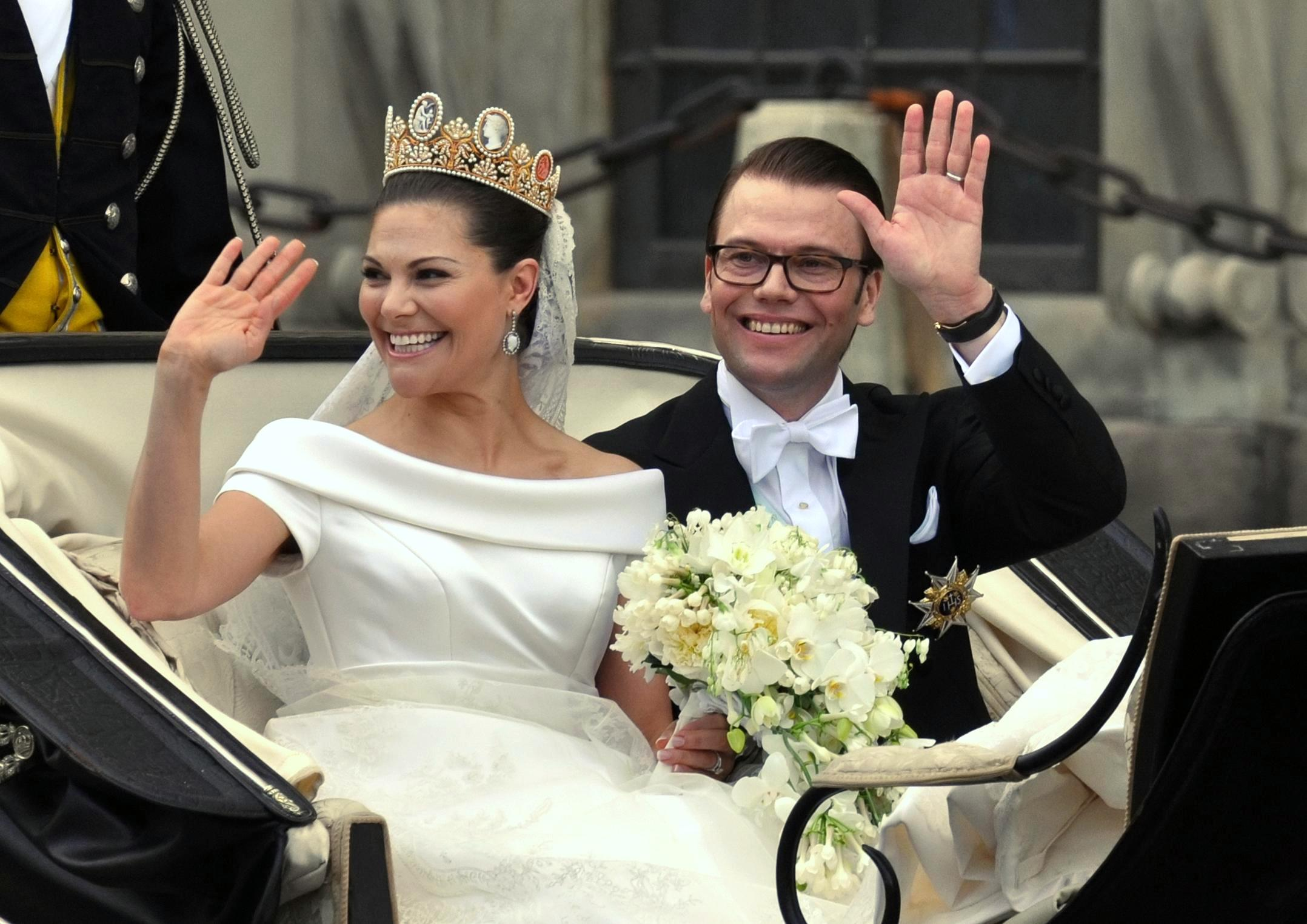
Sňatek švédské korunní princezny Viktorie, 2010

Svatební fotografie je fotografický žánr, který zahrnuje fotografování svatby. Zahrnuje fotografie manželů před uzavřením manželství (pro svatební oznámení, slavnostní portrét nebo na děkovací kartičky), stejně jako pokrytí svatebního obřadu a rautu (v některých zemích označované jako svatební snídaně). Je hlavním komerčním trendem, který se týká mnoha fotografických studií nebo nezávislých fotografů.
Svatební fotografie spadá do několika kategorií současně – dokumentární, portrétní a rodinné fotografie. V zásadě jde o reportáž ze svatebního dne, či pouze obřadu, ale velkou částí fotografování svatby je fotografie aranžovaná.

## Historie

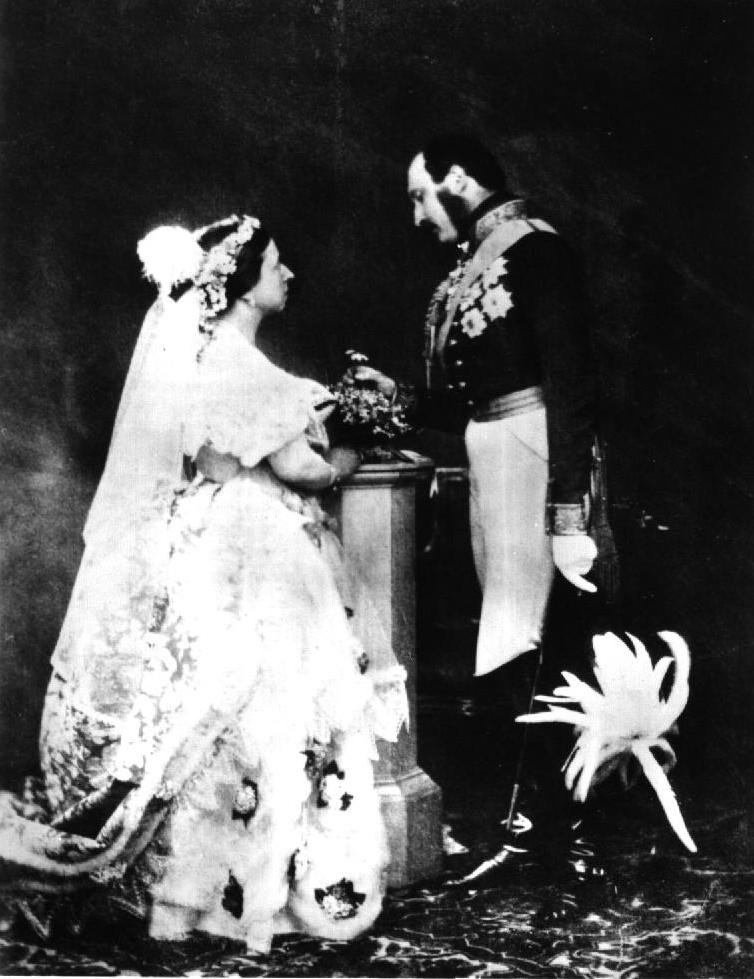
Jedna z prvních zaznamenaných svatebních fotografií - svatba královny Viktorie s princem Albertem 10. února 1840

Podobně jak se vyvíjela technologie fotografie samotné, vyvíjela se s ní i fotografie svatební – od vynálezu fotografického umění v roce 1826 Josephem Nicéphorem Niépcem. Jedna z prvních zaznamenaných byla svatba královny Viktorie s princem Albertem v roce 1840. Nicméně v počátcích fotografie si většina párů z finančních prostředků vlastního fotografa najmout nemohla, což trvalo přibližně až do druhé poloviny 19. století. V pozdních šedesátých letech se nechávaly páry fotografovat ve fotoateliérech, někdy dokonce fotograf přišel i na místo konání svatby.
Vzhledem k potřebě objemného technického vybavení a osvětlení byla z velké části fotografická praxe přesunuta do fotografického studia. V průběhu času se s vylepšováním technologie mnoho párů nespokojilo pouze s jedním svatebním portrétem. Svatební alba začala stále běžnější okolo roku 1880 a na fotografiích se začaly objevovat i svatební hostiny.
Na počátku 20. století byla vynalezena barevná fotografie, která ale byla pořád ještě nespolehlivá a drahá, takže většina svatebních fotografií byla dosud černobílá. Svatba jako dokumentární událost se začala aplikovat po druhé světové válce. Příchod technologie svitkového filmu a vylepšeného a kompaktního zábleskového světlení umožnil fotografům chodit na svatby a své fotografie se snažili prodat později. I přes počáteční nízkou kvalitu dokumentárních snímků, které byly zpočátku velmi časté, konkurence přinutila studiové fotografy, aby začali pracovat dokumentárním způsobem v exteriéru.
Zpočátku si profesionální studioví fotografové s sebou přinášeli objemné vybavení, což omezilo jejich schopnost zaznamenat celou akci. Často se některé záběry aranžovaly znovu po obřadu. V roce 1970 se díky modernějšímu přístupu zaznamenávání celého svatebního dne začalo praktikovat tak, jak jej známe dnes.
U příležitosti svatebního dne se používá zařízení na principu fotoautomatu (často pod anglickým názvem Photo Booth) a je nabízené celou řadou fotografů. Většinou se používají komerčně dostupné fotoaparáty, které používají bezdrátové dálkové ovládání a během svatby mohou hosté fotoaparát a kompozici sami ovládat. Struktura v uzavřené kabině je možná, ale není podstatná. Může se také jednat o malou místnost nebo vyhrazený prostor.

## Technologie

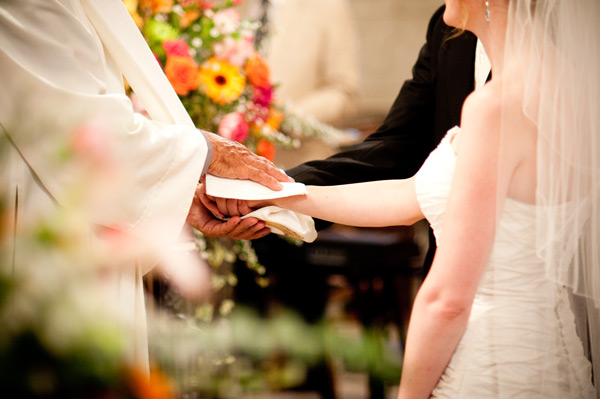
Svatební fotografie z církevního obřadu

Během éry klasického filmu, fotografové favorizovali barevný negativní film a kamery středního formátu. Dnes se svatby fotografují mnohem více digitálními zrcadlovkami, jelikož digitální pohodlí poskytuje možnost rychlé detekce chyb v nastavení expozice a umožňuje kreativní přístupy, které mohou být okamžitě přezkoumány.
I přes klesající počet používání filmu po roce 2000, jej někteří fotografové i nadále preferují – jednak dávají přednost filmu z estetického důvodu, a také jsou toho názoru, že negativní film zachytí více informací, než digitální technologie, a má menší prostor pro expoziční chyby. Jistě to v některých případech platí, ale je třeba poznamenat, že expoziční pružnost poskytuje také formát obrazu RAW (což umožňuje větší pod- a pře-expozici než JPEG) a liší se podle výrobce. Všechny formy RAW mají určitou expoziční pružnost, která může být větší než u diapozitivu.
Avšak převážně z ekonomických důvodů převládá digitální technika.
Digitální fotografie a technologie v posledních letech postupují stále dále a tedy nyní je digitální technika nezanedbatelným pomocníkem a nástrojem pro každého svatebního fotografa. Velkou výhodu digitálně nafoceného materiálu je možnost úpravy (postprodukce) v profesionálních programech určených pro práci s digitální fotografii. Díky této výhodě lze nafocené snímky upravit a dodat jim žádanou atmosféru, odstranit nedostatky na pleti či v okolí fotografovaného.
S vývojem technologie se používají například dálkově ovládané externí blesky, které jsou mobilní a mohou se využít ke kreativnímu osvětlení scény.

## Kompozice

### Trash the dress

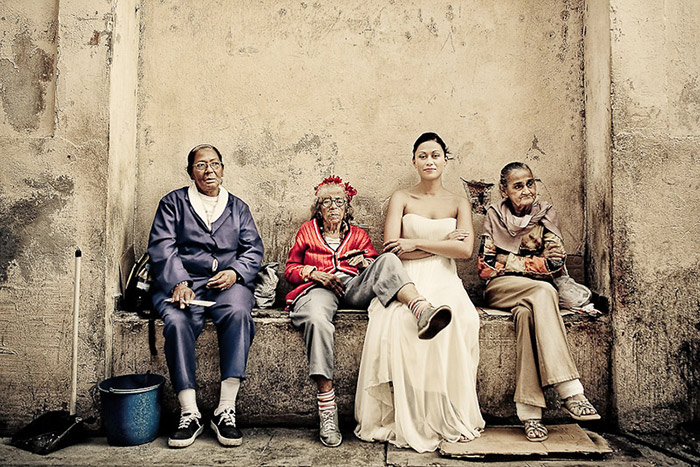
Trash the dress na ulici s domorodými obyvateli Havany, Kuba, autor Dmitri Markine

Trash the dress je styl portrétní fotografie, při které je v kontrastu elegantní oblečení a prostředí, ve kterém se fotografuje. Obecně se fotografuje ve stylu svatební, módní fotografie nebo glamour. Na rozdíl od klasiky se často odehrává na neobvyklých místech – jako jsou například střechy domů, skály, vrakoviště aut, skládky, pole, u zdi s graffiti nebo v opuštěných budovách. Žena je často oblečená v plesových nebo svatebních šatech, které se mohou během fotografování namočit, umazat a v extrémních případech také roztrhat nebo zničit. Hlavní účinek těchto snímků je zapůsobit atmosférou tradičních krásných svatebních šatů v kontrastu ve zcela netypickém prostředí. Trash the dress snímky nemají úlohu převzít místo "klasických" svatebních fotografií, ale pouze je doplňovat.

## Galerie

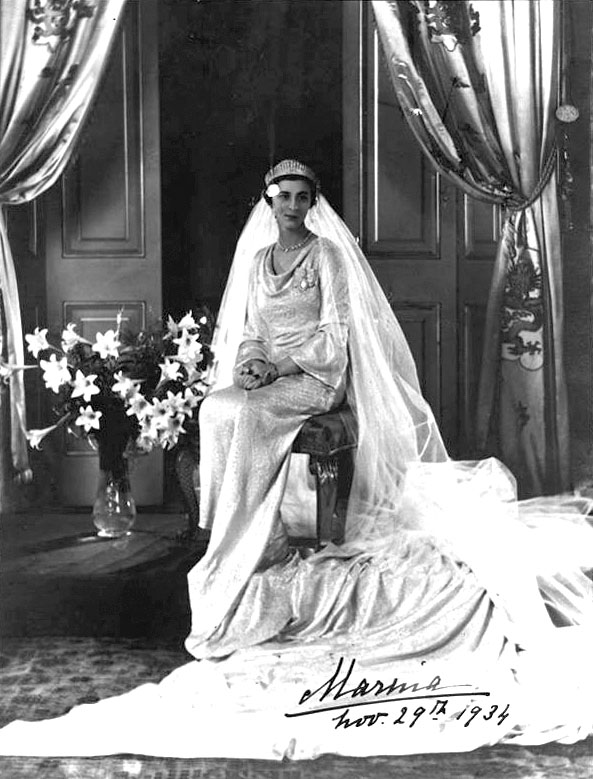
Princezna Marina ve svatebním šatu, 1934
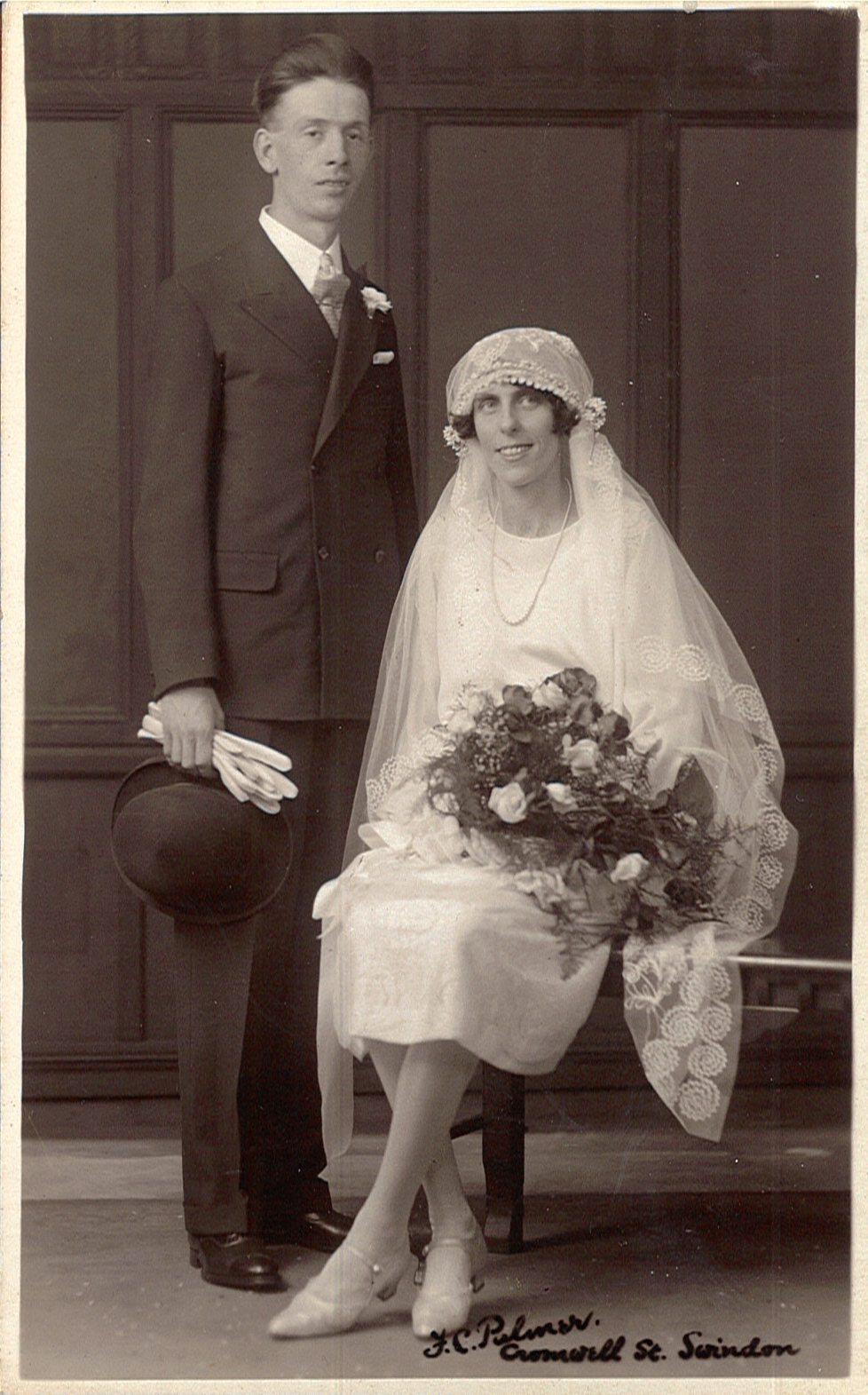
Frederick Christian Palmer: Svatební fotografie, Swindon, 20. léta
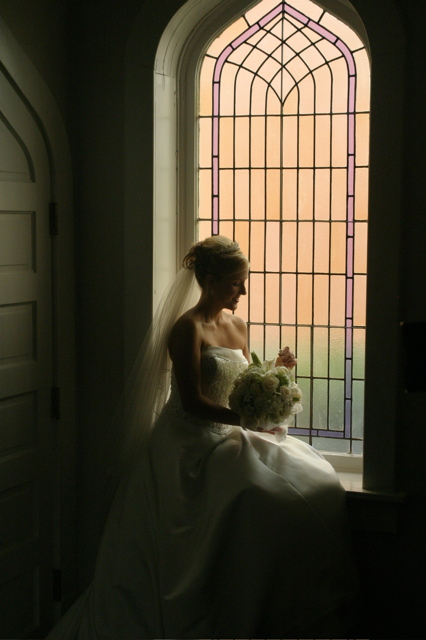
Nevěsta v chrámovém okně, foto: Nils Fretwurst, 2005
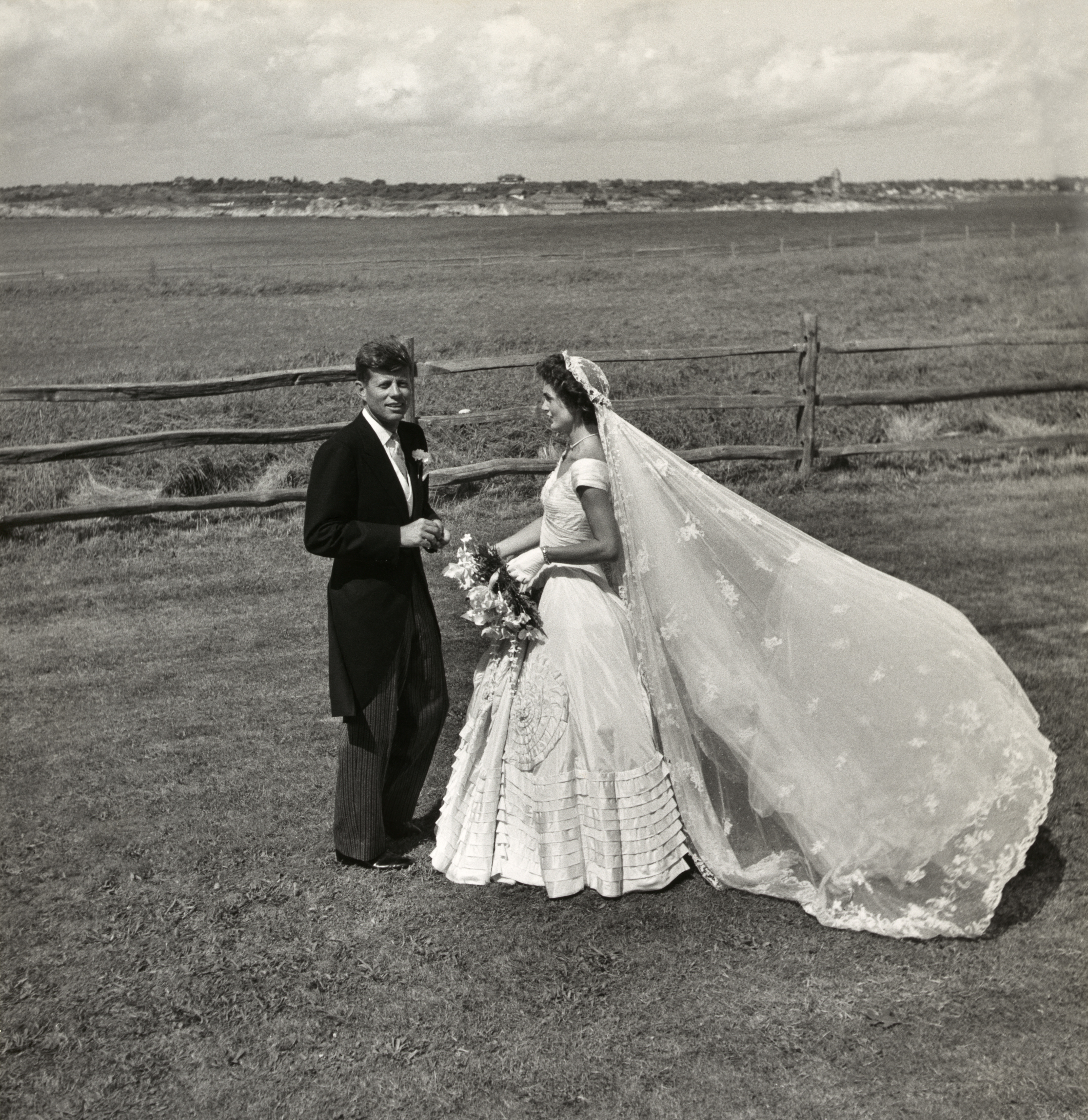
Toni Frissellová, John F. Kennedy a Jacqueline Bouvier ve svatební den
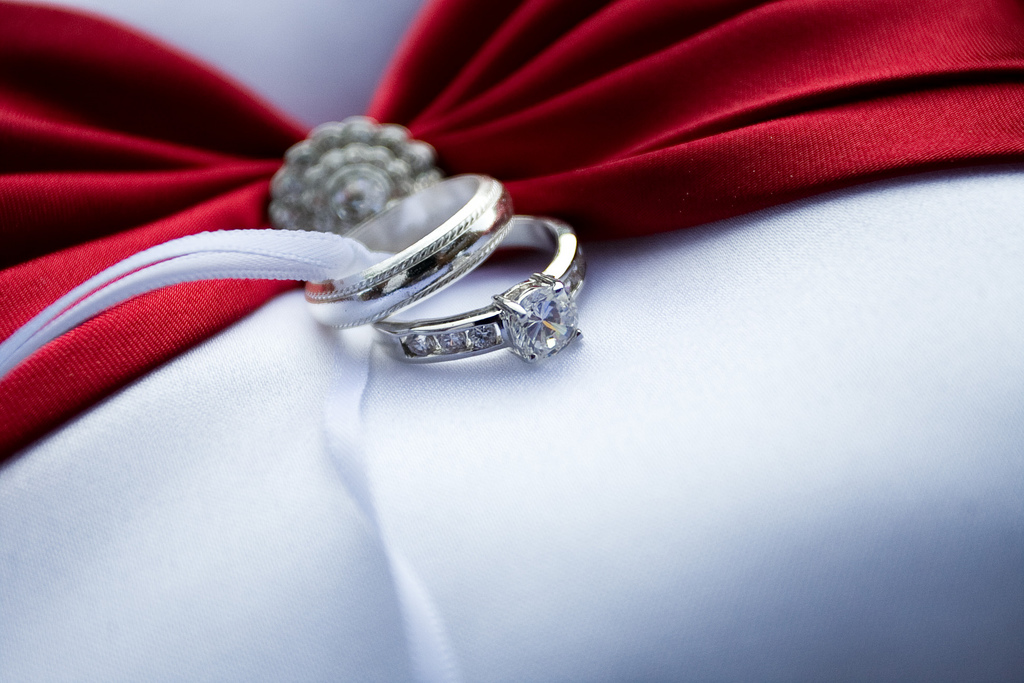
Detail na snubní prsteny
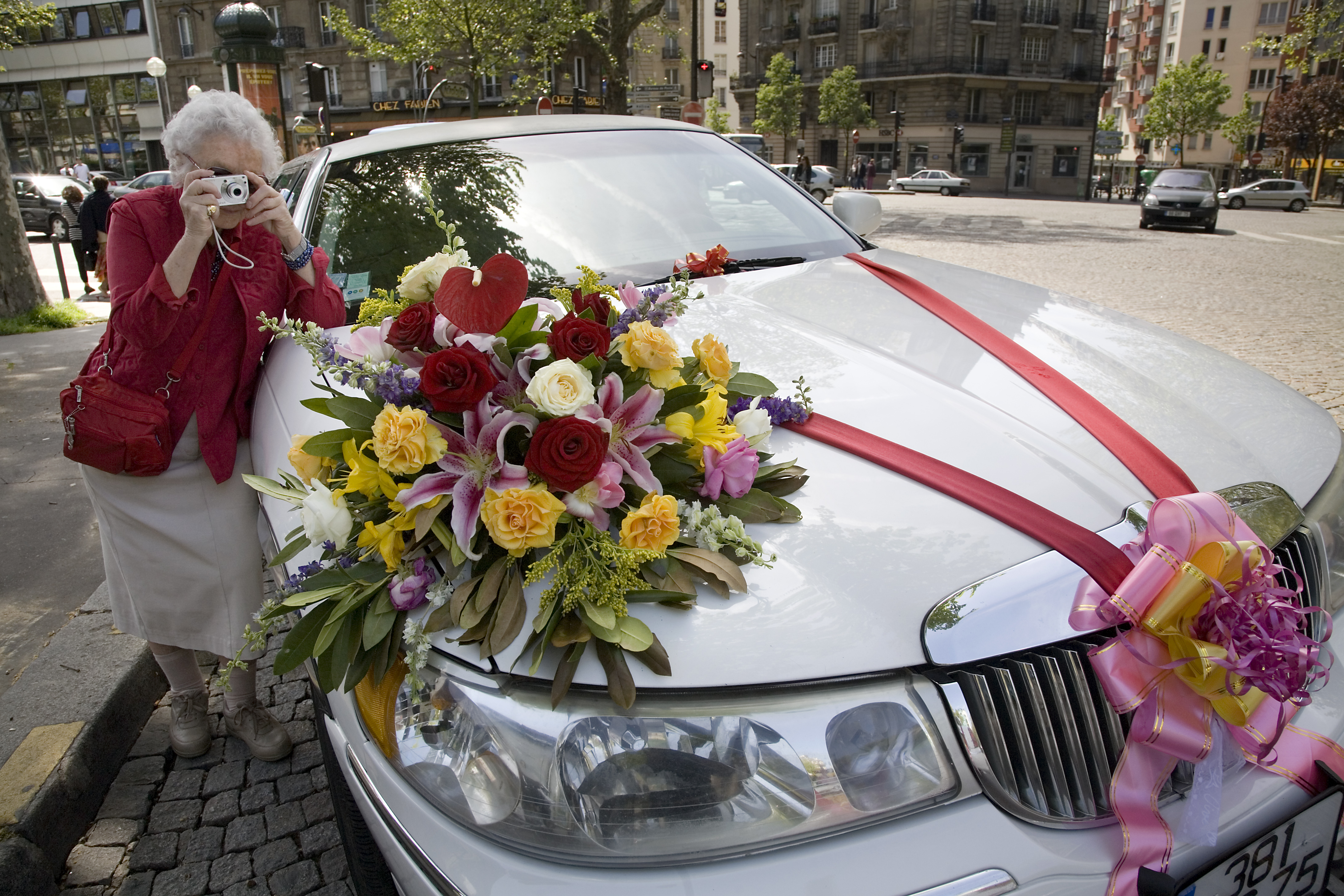
Starší dáma fotografuje svatební automobil
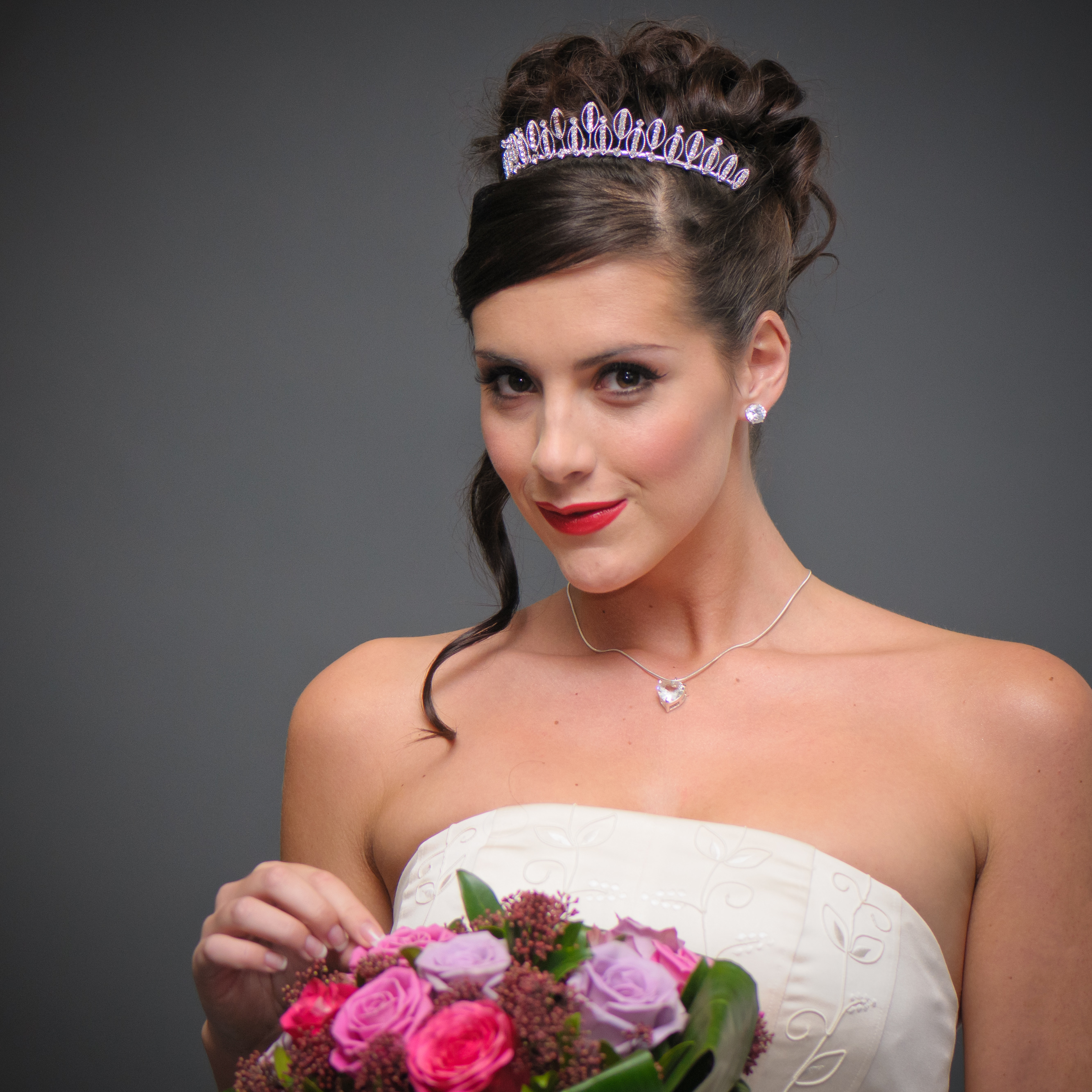
Portrét Katie Green, Nikon Solutions Expo, 2008
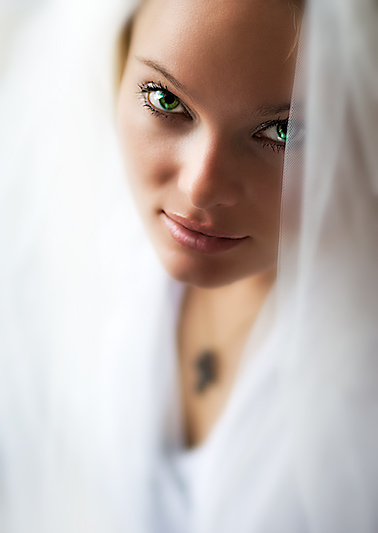
Dmitri Markine
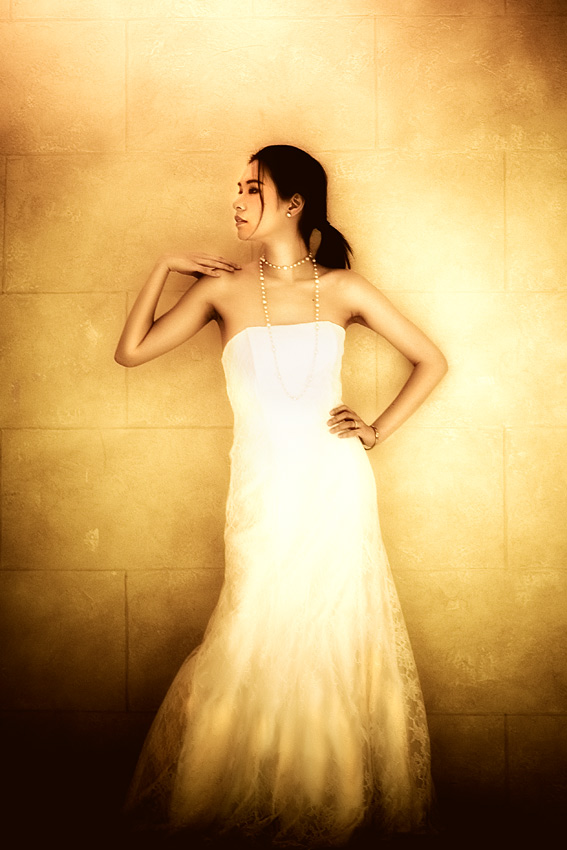
Dmitri Markine
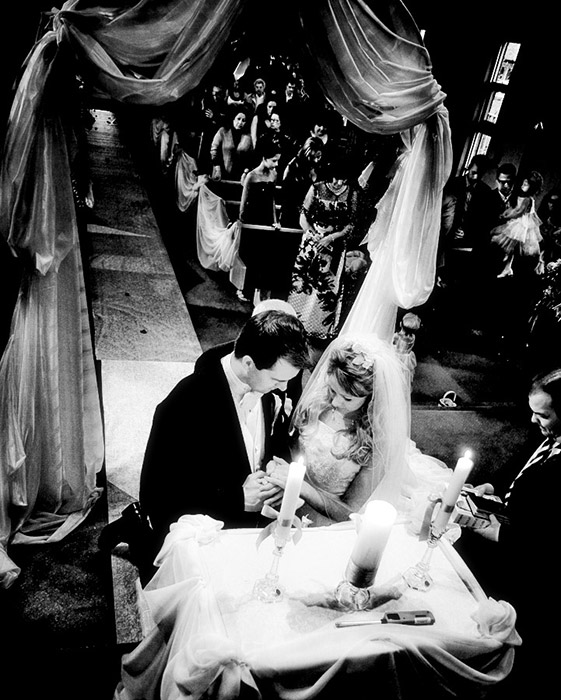
Ruská svatba v kostele, Toronto, Kanada
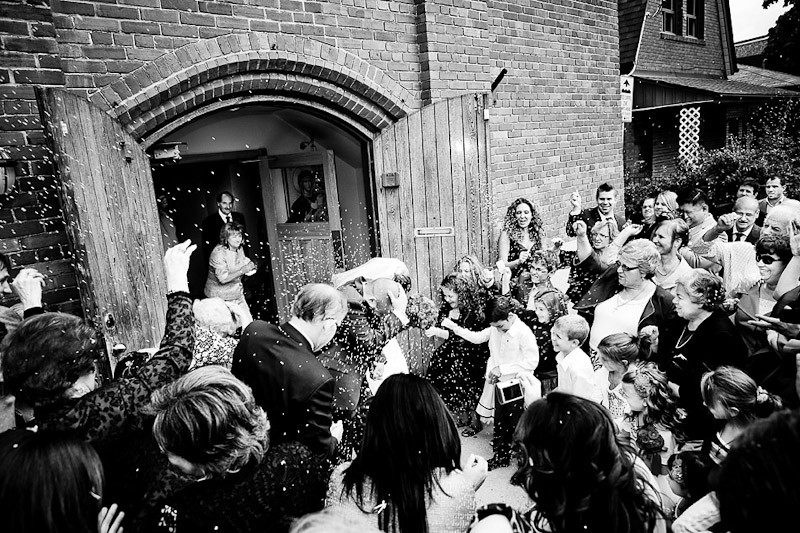
Řecká svatba v Torontu
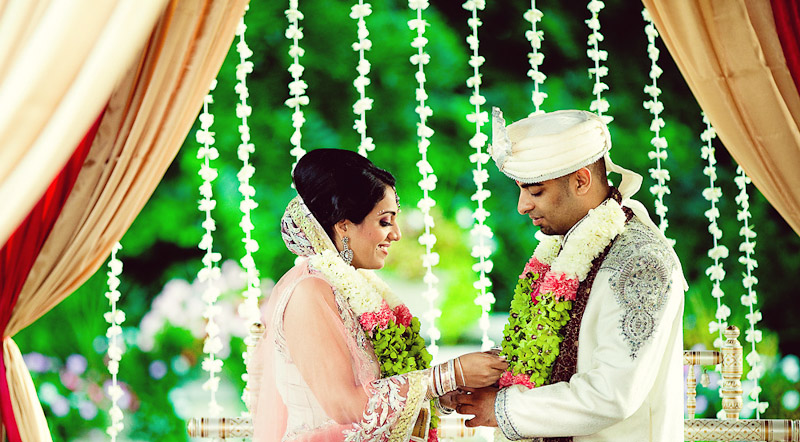
Indická svatba v Torontu
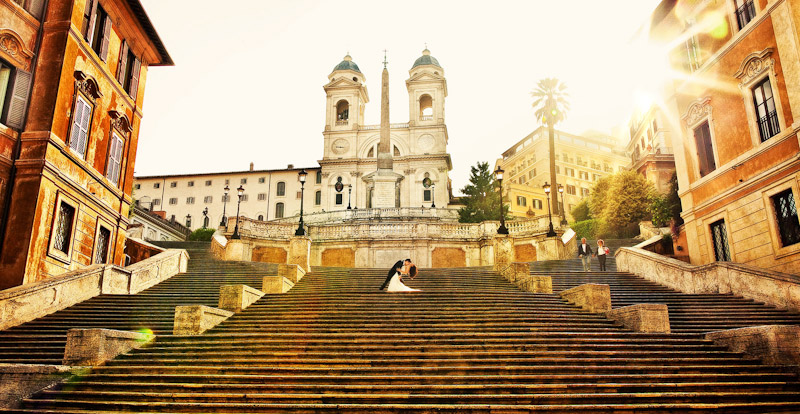
Svatební fotografie na Španělských schodech v Římě
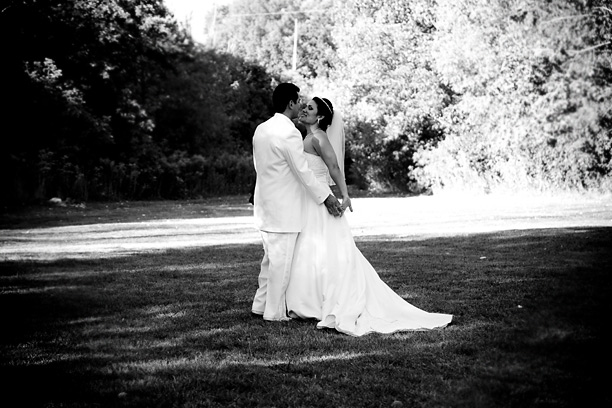
Dmitri Markine
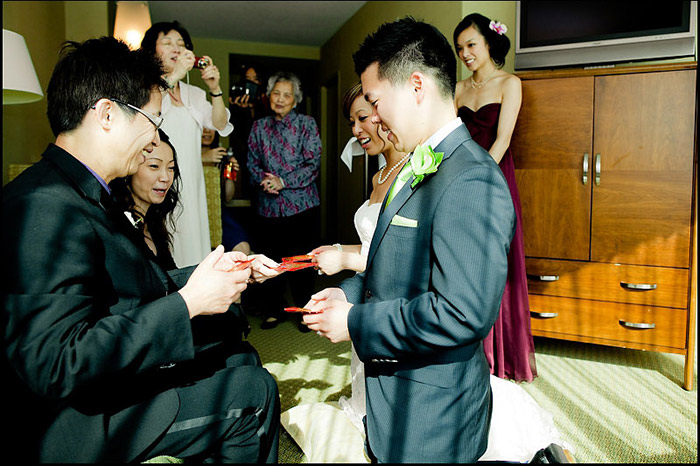
Hong Kong, Dmitri Markine